# Hymenoscyphus albopectum
Hymenoscyphus albopectum är en svampart som beskrevs av Peck. Hymenoscyphus albopectum ingår i släktet Hymenoscyphus och familjen Helotiaceae.   Inga underarter finns listade i Catalogue of Life.